# Walkertshofen (Attenhofen)
Walkertshofen ist ein Gemeindeteil der Gemeinde Attenhofen im niederbayerischen Landkreis Kelheim. Bis zum 31. Dezember 1977 bildete es eine selbstständige Gemeinde.

## Lage
Das Pfarrdorf Walkertshofen liegt in der Hallertau etwa drei Kilometer nordöstlich von Attenhofen.

## Geschichte
Die erste urkundliche Erwähnung des Ortsnamens findet sich in den Traditionen 86 und 92 des Klosters Biburg aus dem 12. Jahrhundert (1172–1177). In der Tradition 86 überlässt Zacharias von Umelsdorf eine Wiese in Staudach, die früher sein Vater Rotbert Sattelband übertragen hatte, und übergibt am gleichen Tag den Hörigen Berthold zu Zensualenrecht bei einem Zins von fünf Pfennigen.
Als Zeugen dieses Eigentumübergangs sind u. a. Chunradus de Walgershouen (Trad. 86) bzw. Engilbertus de Walkershouen (Trad. 92) benannt. Der Ortsname leitet sich wie alle auf hofen (Pluralform von althochdeutsch „hof“, ländliches Anwesen, Bauernhof) endenden Orte von einem Personennamen ab. Walgershouen dürfte auf eine Person namens Waldger, Waltker oder Waldgaer zurückzuführen sein, so dass der Ortsname in etwa lautet: „Das Dorf (oder die Höfe) des Waldger“.
Die Besiedlung nahm ihren Ausgang vermutlich im Bereich des heutigen Baumeister-Hofs (Haus Nr. 4), der damit als der Urmeier betrachtet werden kann. Die kanonische Errichtung der Pfarrei Walkertshofen erfolgte im Jahr 1439.
1808 wurde der Steuerdistrikt Walkertshofen gebildet, 1818 die Gemeinde Walkertshofen im Landgericht Abensberg. Sie gehörte später zum Landkreis Mainburg. 1950 umfasste die Gemeinde die zwei Orte Walkertshofen und Spitzau. Im Jahr 1955 wurde der Heiblhof von der Gemeinde Mitterstetten nach Walkertshofen umgegliedert und im Jahr 1958 Hötzelsdorf aus der Gemeinde Attenhofen nach Walkertshofen umgegliedert. Im Zuge der Gebietsreform in Bayern wurde die Gemeinde Walkertshofen aufgelöst und zum 1. Januar 1978 nach Attenhofen eingemeindet.

## Sehenswürdigkeiten

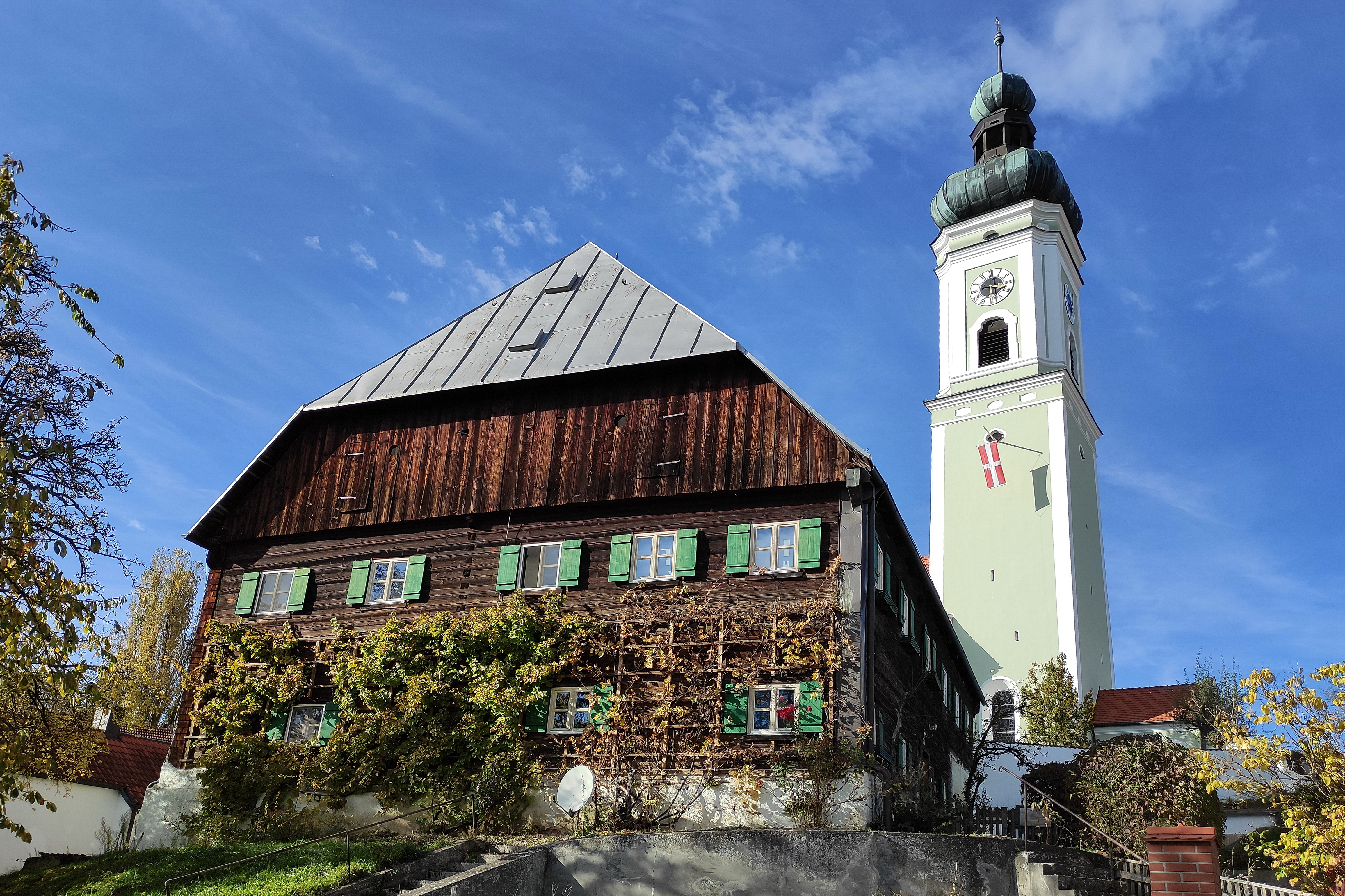
Pfarrhof mit Pfarrkirche St. Michael

- Pfarrkirche St. Michael. Das barocke Bauwerk auf mittelalterlicher Grundlage wurde 1710 verlängert und erhielt 1720 den jetzigen Turm. 1890 bis 1892 wurde die Kirche erweitert.
- Pfarrhof. Der zweigeschossige Blockbau mit Walmdach wurde 1794 errichtet.

## Vereine
- FC Walkertshofen
- Freiwillige Feuerwehr Walkertshofen
- Heimat- und Geschichtsverein Walkertshofen e.V. Er wurde am 22. März 2010 von 40 Gründungsmitgliedern gegründet.
- Katholische Landjugend Walkertshofen
- Kriegerverein Walkertshofen
- Schützenverein Walkertshofen